# Vicq (Nord)
Vicq – miejscowość i gmina we Francji, w regionie Hauts-de-France, w departamencie Nord.
Według danych na rok 1990 gminę zamieszkiwało 1196 osób, a gęstość zaludnienia wynosiła 305 osób/km² (wśród 1549 gmin regionu Nord-Pas-de-Calais Vicq plasuje się na 506. miejscu pod względem liczby ludności, natomiast pod względem powierzchni na miejscu 769.).
Wielu mieszkańców Vicq ma polskie korzenie, bowiem przed I wojną światową i w okresie międzywojennym osiedlało się tu wielu emigrantów, zwłaszcza z Górnego Śląska.